# Empoli Football Club 2017-2018
Questa voce raccoglie le informazioni riguardanti l'Empoli Football Club nelle competizioni ufficiali della stagione 2017-2018.

## Stagione
Nella stagione 2017-2018 l'Empoli disputa e vince il campionato di Serie B, raccogliendo 85 punti con il primo posto in classifica. Ritorna in Serie A dopo una sola stagione cadetta, avendo chiuso il girone di andata in terza posizione con gli stessi 34 punti del Bari, dietro a Palermo e Frosinone. Poi a dicembre con sorpresa i toscani della Valdelsa hanno cambiato allenatore, sostituendo Vincenzo Vivarini con Aurelio Andreazzoli. Hanno però dominato la seconda parte del torneo, ottenendo 51 punti, con 28 risultati utili consecutivi. L'Empoli sale nella massima Serie con il Parma secondo, ed il Frosinone che ha vinto i Play-off. Con 88 reti il super attacco dei toscani si è dimostrato decisivo, ha espresso il miglior marcatore del campionato Francesco Caputo che ha firmato 26 reti, e anche il secondo miglior marcatore del torneo con Alfredo Donnarumma autore di 23 reti. Meno bene ha fatto in Coppa Italia Tim Cup nella quale l'Empoli è subito uscita nel secondo turno, dove è stata superata dal Renate, gara chiusa sul (2-2) dopo i supplementari, con i lombardi che si impongono (3-4) ai calci di rigore.

## Divise e sponsor
Lo sponsor tecnico per la stagione 2017-2018 è Joma. Il primo sponsor è Computer Gross, azienda che distribuisce prodotti e servizi di informatica e telecomunicazione, l secondo sponsor è Sammontana nelle partite interne, mentre nelle partite esterne è Massimo Logli.
| Casa | Trasferta | Terza Divisa |

## Organigramma societario
Area direttiva
- Presidente: Fabrizio Corsi
- Amministratore delegato: Francesco Ghelfi
- Consigliere: Rebecca Corsi
- Collegio sindacale: Pier Giovanni Baldini, Aldo Lolli, Cristiano Baldini
- Direttore generale: Andrea Butti
- Direttore sportivo: Pietro Accardi
- Segretario generale: Stefano Calistri
- Segretario sportivo: Graziano Billocci
- Responsabile settore giovanile: Marco Bertelli
- Segretario settore giovanile: Debora Catastini

Area comunicazione
- Ufficio comunicazione: Marco Patrinostro, Luca Casamonti
- Responsabili ufficio marketing: Rebecca Corsi, Gianmarco Lupi
- Responsabile biglietteria ufficio accrediti: Francesco Assirelli
- Delegato alla sicurezza: Giuseppe Spazzoni

Area sanitaria
- Medico sociale: Paolo Manetti
- Fisioterapista: Francesco Tonarelli, Francesco Fondelli, Matteo Grazzini

Area tecnica
- Allenatore: Aurelio Andreazzoli
- Allenatore in seconda: Giacomo Lazzini
- Collaboratore tecnico: Stefano Bianconi
- Preparatore dei portieri: Mauro Marchisio
- Preparatore atletico: Franco Chinnici, Rocco Perrotta
- Recupero infortunati: Diego Chiesi
- Match analyst: Andrea Aliboni
- Tecnico del drone: Giampiero Pavone
- Magazzinieri: Roberto Bertucci, Riccardo Nacci

## Rosa
Rosa e numerazioni sono aggiornate al 31 gennaio 2018.
| N. |                                 | Ruolo | Calciatore          |
| -- | ------------------------------- | ----- | ------------------- |
| 1  | Italia (bandiera)               | P     | Ivan Provedel       |
| 2  | Francia (bandiera)              | D     | Vincent Laurini     |
| 2  | Croazia (bandiera)              | D     | Lorenco Šimić       |
| 3  | Italia (bandiera)               | D     | Domenico Maietta    |
| 3  | Senegal (bandiera)              | D     | Moustapha Seck      |
| 4  | Italia (bandiera)               | C     | Matteo Brighi       |
| 4  | Italia (bandiera)               | C     | Alberto Picchi      |
| 5  | Albania (bandiera)              | D     | Frédéric Veseli     |
| 6  | Slovenia (bandiera)             | C     | Miha Zajc           |
| 7  | Italia (bandiera)               | A     | Alessandro Piu      |
| 8  | Bosnia ed Erzegovina (bandiera) | C     | Rade Krunić         |
| 9  | Italia (bandiera)               | A     | Alfredo Donnarumma  |
| 10 | Algeria (bandiera)              | C     | Ismaël Bennacer     |
| 10 | Marocco (bandiera)              | C     | Omar El Kaddouri    |
| 11 | Italia (bandiera)               | A     | Francesco Caputo    |
| 11 | Italia (bandiera)               | C     | Tommaso Fantacci    |
| 12 | Italia (bandiera)               | P     | Gabriel Meli        |
| 13 | Italia (bandiera)               | D     | Sebastiano Luperto  |
| 14 | Serbia (bandiera)               | D     | Nikola Pejovic      |
| 15 | Costa d'Avorio (bandiera)       | C     | Hamed Junior Traorè |
| 16 | Georgia (bandiera)              | A     | Levan Mch'edlidze   |
| 17 | Austria (bandiera)              | A     | Arnel Jakupovic     |
| 17 | Spagna (bandiera)               | A     | Alejandro Rodríguez |

| N. |                      | Ruolo | Calciatore                |
| -- | -------------------- | ----- | ------------------------- |
| 18 | Italia (bandiera)    | A     | Marco Olivieri            |
| 18 | Italia (bandiera)    | D     | Lorenzo Polvani           |
| 19 | Italia (bandiera)    | C     | Michele Castagnetti       |
| 20 | Italia (bandiera)    | D     | Luca Bittante             |
| 20 | Italia (bandiera)    | C     | Lorenzo Lollo             |
| 21 | Italia (bandiera)    | P     | Pietro Terracciano        |
| 22 | Italia (bandiera)    | P     | Alessandro Giacomel       |
| 23 | Italia (bandiera)    | D     | Manuel Pasqual (capitano) |
| 24 | Italia (bandiera)    | C     | Davide Buglio             |
| 25 | Brasile (bandiera)   | P     | Gabriel                   |
| 25 | Italia (bandiera)    | D     | Davide Zappella           |
| 26 | Italia (bandiera)    | P     | Andrea De Carlo           |
| 26 | Italia (bandiera)    | D     | Simone Romagnoli          |
| 27 | Albania (bandiera)   | D     | Kastriot Dermaku          |
| 27 | Serbia (bandiera)    | C     | Nikola Ninković           |
| 28 | Italia (bandiera)    | D     | Giovanni Di Lorenzo       |
| 29 | Italia (bandiera)    | A     | Andrea Zini               |
| 30 | Italia (bandiera)    | D     | Marco Curto               |
| 31 | Sudafrica (bandiera) | D     | Joel Untersee             |
| 32 | Italia (bandiera)    | D     | Stefano Becagli           |
| 33 | Italia (bandiera)    | C     | Simone Canestrelli        |
| 34 | Italia (bandiera)    | D     | Marco Imperiale           |

## Calciomercato

### Sessione estiva, dal 3 luglio al 31 agosto
| Acquisti | Acquisti            | Acquisti       | Acquisti                    |
| R.       | Nome                | da             | Modalità                    |
| -------- | ------------------- | -------------- | --------------------------- |
| P        | Alessandro Giacomel | Pontedera      | fine prestito               |
| P        | Ivan Provedel       | Chievo         | definitivo ( 1,2 milioni €) |
| P        | Pietro Terracciano  | Catania        | definitivo (600 mila €)     |
| D        | Luca Bittante       | Salernitana    | fine prestito               |
| D        | Marco Curto         | Milan          | definitivo                  |
| D        | Kastriot Dermaku    | Lucchese       | fine prestito               |
| D        | Giovanni Di Lorenzo | Matera         | definitivo (600 mila€)      |
| D        | Andrea Gemignani    | Pontedera      | fine prestito               |
| D        | Sebastiano Luperto  | Napoli         | prestito                    |
| D        | Nikola Pejovic      | Zemun          | definitivo                  |
| D        | Lorenzo Polvani     | SPAL           | definitivo                  |
| D        | Simone Romagnoli    | Carpi          | prestito                    |
| D        | Moustapha Seck      | Roma           | prestito                    |
| D        | Lorenco Šimić       | Sampdoria      | prestito                    |
| D        | Joel Untersee       | Juventus       | prestito                    |
| C        | Ismaël Bennacer     | Arsenal        | definitivo ( 1 milione €)   |
| C        | Michele Castagnetti | SPAL           | prestito                    |
| C        | Tommaso Fantacci    | Padova         | fine prestito               |
| C        | Lorenzo Lollo       | Carpi          | prestito                    |
| C        | Nikola Ninković     | Genoa          | prestito                    |
| A        | Francesco Caputo    | Virtus Entella | definitivo ( 2,8 milioni €) |
| A        | Roman Chanturia     | Olhanense      | fine prestito               |
| A        | Alfredo Donnarumma  | Salernitana    | definitivo                  |
| A        | Alessandro Piu      | Spezia         | fine prestito               |

| Cessioni | Cessioni           | Cessioni       | Cessioni                     |
| R.       | Nome               | a              | Modalità                     |
| -------- | ------------------ | -------------- | ---------------------------- |
| P        | Alberto Pelagotti  | Brescia        | definitivo                   |
| P        | Maurizio Pugliesi  |                | fine carriera                |
| P        | Łukasz Skorupski   | Roma           | fine prestito                |
| D        | Federico Barba     | Sporting Gijón | definitivo ( 1,75 milioni €) |
| D        | Giuseppe Bellusci  | Leeds Utd      | fine prestito                |
| D        | Luca Bittante      | Carpi          | prestito                     |
| D        | Uroš Ćosić         | AEK Atene      | definitivo (500 mila €)      |
| D        | Andrea Costa       | Benevento      | definitivo ( 1,5 milioni €)  |
| D        | Kastriot Dermaku   | Cosenza        | definitivo                   |
| D        | Federico Dimarco   | Inter          | fine prestito                |
| D        | Andrea Gemignani   | SPAL           | definitivo                   |
| D        | Vincent Laurini    | Fiorentina     | prestito                     |
| D        | Marco Zambelli     |                | svincolato                   |
| C        | Marcel Büchel      | Verona         | prestito                     |
| C        | Daniele Croce      |                | svincolato                   |
| C        | Assane Dioussé     | Saint-Étienne  | definitivo ( 5 milioni €)    |
| C        | Omar El Kaddouri   | PAOK           | definitivo ( 1,3 milioni €)  |
| C        | Tommaso Fantacci   | Prato          | prestito                     |
| C        | José Mauri         | Milan          | fine prestito                |
| C        | Matheus Pereira    | Juventus       | definitivo ( 2 milioni €)    |
| C        | Andrés Tello       | Juventus       | fine prestito                |
| A        | Roman Chanturia    | Prato          | prestito                     |
| A        | Massimo Maccarone  |                | svincolato                   |
| A        | Guido Marilungo    | Atalanta       | fine prestito                |
| A        | Marco Olivieri     | Juventus       | prestito                     |
| A        | Manuel Pucciarelli | Chievo         | prestito                     |
| A        | Mame Thiam         | Juventus       | fine prestito                |

### Sessione invernale, dal 3 al 31 gennaio
| Acquisti | Acquisti            | Acquisti  | Acquisti          |
| R.       | Nome                | da        | Modalità          |
| -------- | ------------------- | --------- | ----------------- |
| P        | Gabriel             | Milan     | prestito          |
| D        | Marco Imperiale     | Catanzaro | definitivo        |
| D        | Domenico Maietta    | Bologna   | definitivo        |
| C        | Matteo Brighi       |           | svincolato        |
| A        | Roman Chanturia     | Prato     | fine prestito     |
| A        | Alejandro Rodríguez | Chievo    | prestito biennale |

| Cessioni | Cessioni         | Cessioni          | Cessioni      |
| R.       | Nome             | a                 | Modalità      |
| -------- | ---------------- | ----------------- | ------------- |
| D        | Simone Romagnoli | Bologna           | prestito      |
| D        | Moustapha Seck   | Roma              | fine prestito |
| D        | Lorenco Šimić    | Sampdoria         | fine prestito |
| D        | Davide Zappella  | Cuneo             | prestito      |
| C        | Alberto Picchi   | Pistoiese         | prestito      |
| A        | Roman Chanturia  | Lokomotiv Tbilisi | prestito      |
| A        | Arnel Jakupovic  | Juventus          | prestito      |

## Risultati

### Serie B

#### Girone di andata
| Arbitro: | Marinelli (Tivoli) |

|             |           |            |
| Finotto 14’ | Marcatori | 37’ Krunić |

| Arbitro: | Chiffi (Padova) |

|                               |           |                      |
| Caputo 9’, 11’ Donnarumma 54’ | Marcatori | 42’ Tello 67’ D'Elia |

| Arbitro: | Di Paolo (Avezzano) |

|                                     |           |                                    |
| Cionek 10’ Coronado 14’ Gnahoré 77’ | Marcatori | 23’ Šimić 54’, 90+4’ (rig.) Caputo |

| Arbitro: | Balice (Termoli) |

|                                        |           |  |
| Donnarumma 37’ Caputo 50’ Ninković 85’ | Marcatori |  |

| Arbitro: | Aureliano (Bologna) |

|               |           |                      |
| Lucarelli 47’ | Marcatori | 23’ Caputo 49’ Šimić |

| Arbitro: | Rapuano (Rimini) |

|  |           |            |
|  | Marcatori | 7’ Litteri |

| Arbitro: | Piccinini (Forlì) |

|                                                |           |                         |
| Krešić 53’ L. Castaldo 62’ (rig.) D'Angelo 69’ | Marcatori | 11’ Donnarumma 47’ Zajc |

| Arbitro: | Abbattista (Molfetta) |

|                                |           |            |
| Caputo 59’, 66’ Donnarumma 73’ | Marcatori | 82’ Mazzeo |

| Arbitro: | Giua (Olbia) |

|                           |           |                                    |
| La Mantia 58’ De Luca 62’ | Marcatori | 2’ Šimić 9’ Donnarumma 86’ Pasqual |

| Arbitro: | Saia (Palermo) |

|           |           |  |
| Moreo 87’ | Marcatori |  |

| Arbitro: | La Penna (Roma) |

|                                     |           |               |
| Ninković 14’ Caputo 36’ (rig.), 86’ | Marcatori | 82’ Coulibaly |

| Arbitro: | Martinelli (Roma) |

|                  |           |             |
| Bocalon 33’, 36’ | Marcatori | 29’ Pasqual |

| Arbitro: | Illuzzi (Molfetta) |

|             |           |             |
| Pasqual 78’ | Marcatori | 52’ Mastinu |

| Arbitro: | Fourneau (Roma) |

|                           |           |            |
| Firenze 34’ Castiglia 76’ | Marcatori | 29’ Caputo |

| Arbitro: | Balice (Termoli) |

|                                                           |           |                                      |
| Donnarumma 14’, 59’ (rig.) Caputo 73’ Zajc 85’ Krunić 87’ | Marcatori | 76’ Fazzi 90+2’ Jallow 90+4’ Moncini |

| Arbitro: | Piccinini (Forlì) |

|                                      |           |                            |
| Bardi 53’ (aut.) Caputo 90+1’, 90+3’ | Marcatori | 15’, 33’ Ciano 47’ Dionisi |

| Arbitro: | Abbattista (Molfetta) |

|            |           |          |
| Troest 54’ | Marcatori | 78’ Zajc |

| Arbitro: | Serra (Torino) |

|                       |           |  |
| Donnarumma 44’ (rig.) | Marcatori |  |

| Arbitro: | Pezzuto (Lecce) |

|                  |           |                |
| A. Brighenti 69’ | Marcatori | 34’ Donnarumma |

| Arbitro: | Rapuano (Rimini) |

|          |           |                 |
| Zajc 48’ | Marcatori | 79’ Torregrossa |

| Arbitro: | Marinelli (Tivoli) |

|                     |           |                                                |
| Di Carmine 19’, 58’ | Marcatori | 9’, 36’ Donnarumma 22’ Caputo 56’ (aut.) Volta |

#### Girone di ritorno
| Arbitro: | Pillitteri (Palermo) |

|                                |           |                        |
| Donnarumma 16’ Castagnetti 81’ | Marcatori | 36’ (rig.) A. Montalto |

| Arbitro: | Minelli (Varese) |

|  |           |                                                |
|  | Marcatori | 8’ Donnarumma 29’ Caputo 64’ Zajc 78’ Ninković |

| Arbitro: | La Penna (Roma) |

|                                        |           |  |
| Brighi 12’ Caputo 45’, 51’, 82’ (rig.) | Marcatori |  |

| Arbitro: | Pezzuto (Lecce) |

|               |           |                         |
| De Santis 76’ | Marcatori | 15’ Krunić 66’ Ninković |

| Arbitro: | Sacchi (Macerata) |

|                                              |           |  |
| Donnarumma 13’, 41’ Caputo 50’ Maietta 90+5’ | Marcatori |  |

| Arbitro: | Abbattista (Molfetta) |

|            |           |                |
| Kouamé 37’ | Marcatori | 90+5’ Bennacer |

| Arbitro: | Illuzzi (Molfetta) |

|          |           |                |
| Zajc 39’ | Marcatori | 90+5’ D'Angelo |

| Arbitro: | Ghersini (Genova) |

|  |           |                                   |
|  | Marcatori | 17’ Zajc 54’ Rodríguez 86’ Caputo |

| Arbitro: | Piscopo (Imperia) |

|                           |           |             |
| Caputo 38’ Donnarumma 72’ | Marcatori | 83’ De Luca |

| Arbitro: | Marinelli (Tivoli) |

|                                         |           |                           |
| Luperto 5’ Rodríguez 60’ Donnarumma 73’ | Marcatori | 48’ Falzerano 66’ Litteri |

| Arbitro: | Piccinini (Forlì) |

|  |           |                |
|  | Marcatori | 18’ Donnarumma |

| Arbitro: | Minelli (Varese) |

|                      |           |  |
| Rodríguez 78’, 90+6’ | Marcatori |  |

| Arbitro: | Di Paolo (Avezzano) |

|                  |           |         |
| Walter López 16’ | Marcatori | 72’ Piu |

| Arbitro: | Pillitteri (Palermo) |

|                                 |           |                          |
| Caputo 10’ Zajc 33’ Luperto 47’ | Marcatori | 8’ Bifulco 56’ Castiglia |

| Arbitro: | Saia (Palermo) |

|                              |           |                                |
| Scognamiglio 37’ Moncini 61’ | Marcatori | 3’, 63’ Donnarumma 8’ Bennacer |

| Arbitro: | Abbattista (Molfetta) |

|               |           |                                                  |
| Ciano 1’, 52’ | Marcatori | 49’ Krunić 61’ Di Lorenzo 78’ Caputo 90+1’ Lollo |

| Arbitro: | Illuzzi (Molfetta) |

|            |           |              |
| Caputo 36’ | Marcatori | 45+4’ Pușcaș |

| Carpi 1º maggio 2018, ore 15:00 CEST 39ª giornata | Carpi            | 0 – 0 | Empoli | Stadio Sandro Cabassi (1.868 spett.)\| Arbitro: \| Balice (Termoli) \| |
| Arbitro:                                          | Balice (Termoli) |       |        |                                                                        |

| Arbitro: | Serra (Torino) |

|                       |           |           |
| Donnarumma 73’ (rig.) | Marcatori | 69’ Arini |

| Arbitro: | Di Martino (Teramo) |

|  |           |                           |
|  | Marcatori | 62’ Caputo 89’ Donnarumma |

| Arbitro: | Martinelli (Roma) |

|                            |           |               |
| Pasqual 43’ Donnarumma 63’ | Marcatori | 2’ Di Carmine |

### Secondo Turno
| Arbitro: | Rapuano (Rimini) |

|                                                        |                      |                                                     |
| Piu 56’ Napoli 120’ (aut.)                             | Marcatori            | 47’ G. Gomez 118’ Palma                             |
| Pasqual Zajc Castagnetti Donnarumma El Kaddouri Veseli | Tiri di rigore 3 – 4 | Palma Simonetti Finocchio Napoli Antezza Di Gennaro |

## Statistiche

### Statistiche di squadra
| Competizione | Punti | In casa | In casa | In casa | In casa | In casa | In casa | In trasferta | In trasferta | In trasferta | In trasferta | In trasferta | In trasferta | Totale | Totale | Totale | Totale | Totale | Totale | DR   |
| Competizione | Punti | G       | V       | N       | P       | Gf      | Gs      | G            | V            | N            | P            | Gf           | Gs           | G      | V      | N      | P      | Gf     | Gs     | DR   |
| ------------ | ----- | ------- | ------- | ------- | ------- | ------- | ------- | ------------ | ------------ | ------------ | ------------ | ------------ | ------------ | ------ | ------ | ------ | ------ | ------ | ------ | ---- |
| Serie B      | 85    | 21      | 14      | 6       | 1       | 48      | 23      | 21           | 10           | 7            | 4            | 40           | 26           | 42     | 24     | 13     | 5      | 88     | 49     | + 39 |
| Coppa Italia | -     | 1       | 0       | 1       | 0       | 2       | 2       | 0            | 0            | 0            | 0            | 0            | 0            | 1      | 0      | 1      | 0      | 2      | 2      | 0    |
| Totale       | 85    | 22      | 14      | 7       | 1       | 50      | 25      | 21           | 10           | 7            | 4            | 40           | 26           | 43     | 24     | 14     | 5      | 90     | 51     | + 39 |

### Andamento in campionato
| Giornata  | 1  | 2 | 3 | 4 | 5 | 6 | 7 | 8 | 9 | 10 | 11 | 12 | 13 | 14 | 15 | 16 | 17 | 18 | 19 | 20 | 21 | 22 | 23 | 24 | 25 | 26 | 27 | 28 | 29 | 30 | 31 | 32 | 33 | 34 | 35 | 36 | 37 | 38 | 39 | 40 | 41 | 42 |
| --------- | -- | - | - | - | - | - | - | - | - | -- | -- | -- | -- | -- | -- | -- | -- | -- | -- | -- | -- | -- | -- | -- | -- | -- | -- | -- | -- | -- | -- | -- | -- | -- | -- | -- | -- | -- | -- | -- | -- | -- |
| Luogo     | T  | C | T | C | T | C | T | C | T | T  | C  | T  | C  | T  | C  | C  | T  | C  | T  | C  | T  | C  | T  | C  | T  | C  | T  | C  | T  | C  | C  | T  | C  | T  | C  | T  | T  | C  | T  | C  | T  | C  |
| Risultato | N  | V | N | V | V | P | P | V | V | P  | V  | P  | N  | P  | V  | N  | N  | V  | N  | N  | V  | V  | V  | V  | V  | V  | N  | N  | V  | V  | V  | V  | V  | N  | V  | V  | V  | N  | N  | N  | V  | V  |
| Posizione | 10 | 6 | 9 | 4 | 2 | 4 | 5 | 1 | 1 | 1  | 1  | 2  | 4  | 7  | 6  | 5  | 6  | 4  | 5  | 5  | 3  | 3  | 3  | 2  | 1  | 1  | 1  | 1  | 1  | 1  | 1  | 1  | 1  | 1  | 1  | 1  | 1  | 1  | 1  | 1  | 1  | 1  |

Legenda:

Luogo: C = Casa; T = Trasferta. Risultato: V = Vittoria; N = Pareggio; P = Sconfitta.

### Statistiche dei giocatori
Sono in corsivo i calciatori che hanno lasciato la società a stagione in corso.
| Giocatore      | Serie B  | Serie B | Serie B     | Serie B    | Coppa Italia | Coppa Italia | Coppa Italia | Coppa Italia | Totale   | Totale | Totale      | Totale     |
| Giocatore      | Presenze | Reti    | Ammonizioni | Espulsioni | Presenze     | Reti         | Ammonizioni  | Espulsioni   | Presenze | Reti   | Ammonizioni | Espulsioni |
| -------------- | -------- | ------- | ----------- | ---------- | ------------ | ------------ | ------------ | ------------ | -------- | ------ | ----------- | ---------- |
| S. Becagli     | 0        | 0       | 0           | 0          | -            | -            | -            | -            | 0        | 0      | 0           | 0          |
| I. Bennacer    | 39       | 2       | 2           | 0          | -            | -            | -            | -            | 39       | 2      | 2           | 0          |
| L. Bittante    | -        | -       | -           | -          | 1            | 0            | 0            | 0            | 1        | 0      | 0           | 0          |
| M. Brighi      | 14       | 1       | 0           | 0          | -            | -            | -            | -            | 14       | 1      | 0           | 0          |
| D. Buglio      | 0        | 0       | 0           | 0          | 0            | 0            | 0            | 0            | 0        | 0      | 0           | 0          |
| S. Canestrelli | 0        | 0       | 0           | 0          | -            | -            | -            | -            | 0        | 0      | 0           | 0          |
| F. Caputo      | 41       | 26      | 6           | 0          | -            | -            | -            | -            | 41       | 26     | 6           | 0          |
| M. Castagnetti | 39       | 1       | 13          | 0          | 1            | 0            | 0            | 0            | 40       | 1      | 13          | 0          |
| M. Curto       | 0        | 0       | 0           | 0          | -            | -            | -            | -            | 0        | 0      | 0           | 0          |
| A. De Carlo    | 0        | -0      | 0           | 0          | -            | -            | -            | -            | 0        | -0     | 0           | 0          |
| K. Dermaku     | 0        | 0       | 0           | 0          | 0            | 0            | 0            | 0            | 0        | 0      | 0           | 0          |
| G. Di Lorenzo  | 36       | 1       | 4           | 0          | -            | -            | -            | -            | 36       | 1      | 4           | 0          |
| A. Donnarumma  | 38       | 23      | 1           | 0          | 1            | 0            | 0            | 0            | 39       | 23     | 1           | 0          |
| O. El Kaddouri | -        | -       | -           | -          | 1            | 0            | 1            | 0            | 1        | 0      | 1           | 0          |
| T. Fantacci    | -        | -       | -           | -          | 0            | 0            | 0            | 0            | 0        | 0      | 0           | 0          |
| Gabriel        | 16       | -14     | 2           | 0          | -            | -            | -            | -            | 16       | -14    | 2           | 0          |
| A. Giacomel    | 0        | -0      | 0           | 0          | -            | -            | -            | -            | 0        | -0     | 0           | 0          |
| M. Imperiale   | 1        | 0       | 0           | 0          | -            | -            | -            | -            | 1        | 0      | 0           | 0          |
| A. Jakupovic   | 4        | 0       | 1           | 0          | 0            | 0            | 0            | 0            | 4        | 0      | 1           | 0          |
| R. Krunić      | 36       | 4       | 8           | 1          | 0            | 0            | 0            | 0            | 36       | 4      | 8           | 1          |
| V. Laurini     | -        | -       | -           | -          | 1            | 0            | 1            | 0            | 1        | 0      | 1           | 0          |
| L. Lollo       | 24       | 1       | 2           | 0          | -            | -            | -            | -            | 24       | 1      | 2           | 0          |
| S. Luperto     | 28       | 2       | 1           | 0          | 0            | 0            | 0            | 0            | 28       | 2      | 1           | 0          |
| D. Maietta     | 17       | 1       | 1           | 0          | -            | -            | -            | -            | 17       | 1      | 1           | 0          |
| L. Mch'edlidze | 0        | 0       | 0           | 0          | -            | -            | -            | -            | 0        | 0      | 0           | 0          |
| G. Meli        | 0        | -0      | 0           | 0          | -            | -            | -            | -            | 0        | -0     | 0           | 0          |
| N. Ninković    | 20       | 4       | 3           | 0          | -            | -            | -            | -            | 20       | 4      | 3           | 0          |
| M. Olivieri    | -        | -       | -           | -          | 0            | 0            | 0            | 0            | 0        | 0      | 0           | 0          |
| M. Pasqual     | 38       | 4       | 5           | 0          | 1            | 0            | 0            | 0            | 39       | 4      | 5           | 0          |
| N. Pejovic     | 0        | 0       | 0           | 0          | 0            | 0            | 0            | 0            | 0        | 0      | 0           | 0          |
| A. Picchi      | 3        | 0       | 0           | 0          | 1            | 0            | 0            | 0            | 4        | 0      | 0           | 0          |
| A. Piu         | 13       | 1       | 0           | 0          | 1            | 1            | 0            | 0            | 14       | 2      | 0           | 0          |
| L. Polvani     | 7        | 0       | 0           | 0          | -            | -            | -            | -            | 7        | 0      | 0           | 0          |
| I. Provedel    | 23       | -33     | 1           | 0          | 1            | -2           | 0            | 0            | 24       | -35    | 1           | 0          |
| A. Rodríguez   | 5        | 4       | 0           | 0          | -            | -            | -            | -            | 5        | 4      | 0           | 0          |
| S. Romagnoli   | 20       | 0       | 3           | 0          | 1            | 0            | 0            | 0            | 21       | 0      | 3           | 0          |
| M. Seck        | 6        | 0       | 2           | 0          | 1            | 0            | 0            | 0            | 7        | 0      | 2           | 0          |
| L. Šimić       | 15       | 3       | 2           | 0          | -            | -            | -            | -            | 15       | 3      | 2           | 0          |
| P. Terracciano | 3        | -2      | 1           | 0          | 0            | -0           | 0            | 0            | 3        | -2     | 1           | 0          |
| H. J. Traorè   | 10       | 0       | 1           | 0          | -            | -            | -            | -            | 10       | 0      | 1           | 0          |
| J. Untersee    | 15       | 0       | 1           | 0          | -            | -            | -            | -            | 15       | 0      | 1           | 0          |
| F. Veseli      | 30       | 0       | 5           | 0          | 1            | 0            | 0            | 0            | 31       | 0      | 5           | 0          |
| M. Zajc        | 41       | 8       | 5           | 0          | 1            | 0            | 0            | 0            | 42       | 8      | 5           | 0          |
| D. Zappella    | 1        | 0       | 1           | 0          | 1            | 0            | 0            | 0            | 2        | 0      | 1           | 0          |
| A. Zini        | 0        | 0       | 0           | 0          | -            | -            | -            | -            | 0        | 0      | 0           | 0          |